# 博拉
博拉是巴西圣保罗州的一个市镇。总面积461.705平方公里，总人口804人，人口密度1.7人/平方公里。